# Línea clara

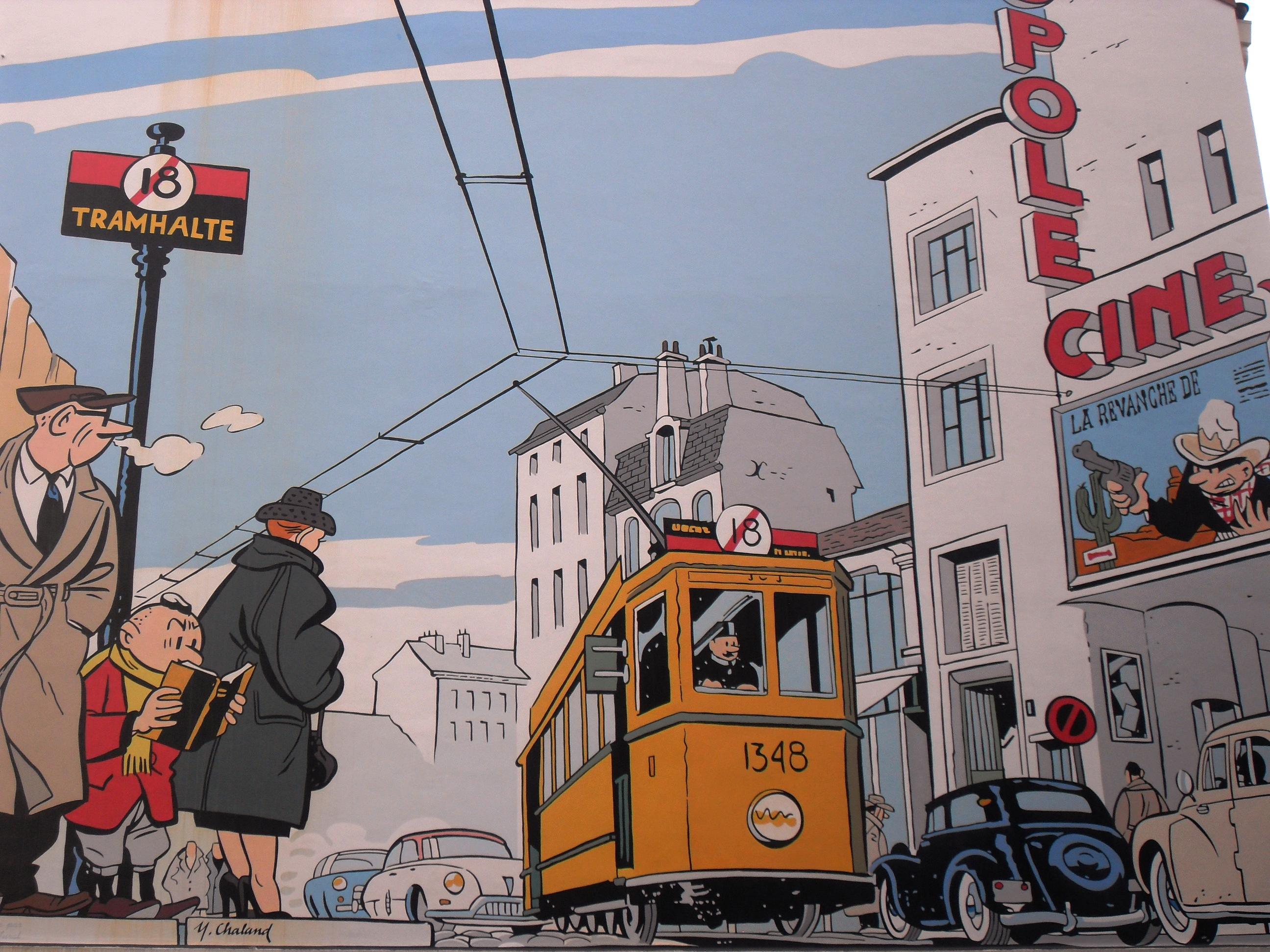
Un ejemplo de cómic de línea clara; Yves Chaland: Le jeune Albert
(Ruta del Cómic de Bruselas), pese a que autores como Fernando Castillo mantienen que la línea clara no puede ser en color.

La línea clara (del francés ligne claire) es un estilo de historieta de origen franco-belga, que se caracteriza, como indica su propio nombre, por la definición exacta de la línea, así como por el cultivo de la narrativa clásica y el cómic de género. En literatura, el poeta Luis Alberto de Cuenca ha utilizado la expresión "línea clara" para referirse a una cierta tendencia en la poesía española a partir de los años ochenta, que puede relacionarse con la poesía de la experiencia y en la que podría encuadrarse su propia obra.

## Características
Desde el punto de vista de Hergé, el término "línea clara" no es sólo un estilo gráfico, sino que también hace referencia al guion, de tal forma que todos los elementos del cómic (grafismo, encuadres, diálogos, rótulos) contribuyan a lograr la máxima comprensión de la historia. En general, suelen predominar los siguientes rasgos:
- Delimitación de las figuras mediante una línea continua y depurada.
- Ausencia de tonos intermedios, manchas de negro y efectos de sombra y luz.
- Aplicación del efecto máscara, es decir la combinación de unos personajes gráficamente caricaturescos con un entorno realista, como también sucede en el manga clásico heredero de Osamu Tezuka.[3]
- Respeto a la narrativa clásica, aunque no excesivamente encorsetada en el montaje de los planos (viñetas).[2]
- Amor a la Historieta de Género,[2] especialmente a la historieta de aventuras.[4]
- Uso exclusivo del blanco y negro.[1]

## Historia

### Orígenes
El principal referente de la línea clara es Hergé, pero la Escuela de Bruselas o Escuela de Tournai está compuesta por otros autores como Edgar P. Jacobs (Blake y Mortimer), Jacques Martin (Alix) y Bob de Moor (Barelli). Otros autores, como François Craenhals o los españoles Gabriel Arnao o Miguel Calatayud pueden también adscribirse a la misma.

### Resurgimiento
En los años ochenta, la línea clara resurgió y se transformó gracias a autores como Joost Swarte, Ever Meulen, Ted Benoit, Floc'h e Yves Chaland. Un clásico es Yvan Pommaux. En Holanda no faltan autores de talento como Peter Van Dongen (Rampokan-Java) o Eric Heuvel (January Jones, La busqueda). Y la editorial suiza Paquet ha apostado por autores como Olivier Marin y Emilio Van der Zuiden.
En la España de los años 80, la revista de historietas Cairo (1981), editada por Rafael Martínez y Joan Navarro, se presentó como defensora de esta tendencia estética, aglutinando en torno suyo a un nutrido grupo de autores, de los que Jesús Cuadrado destaca a Mique Beltrán, Guillem Cifré, Max, Micharmut, Sento y Daniel Torres. Todos ellos serían herederos tanto de la llamada Escuela Bruguera como de la Escuela Valenciana. Por su parte, la catedrática Francisca Lladó considera que los tres dibujantes más significativos de esta variante hispana de la Línea clara serían Pere Joan, Roger y Scaramuix, aunque también adscribe a la misma a Baxter, Kiko Feria, Pere Fortuny, Hernán, Madorell, Roger, Torrente o Daniel Torres.
En 1984, se celebró la exposición Tintín en Barcelona en la Fundación Joan Miró, contra la que Jordi Bernet, Jesús Blasco, Javier Coma, Juan Cueto, Román Gubern, Víctor Mora, Ricardo Muñoz, Enric Sió, Suay, Maruja Torres y Josep Toutain habían arremetido en el "Manifiesto contra la exposición Tintín y Hergé" en el diario El País, y por extensión contra la línea clara. Otros expertos como Ludolfo Paramio y Juan d'Ors la defendieron y durante unos años, editoras como Norma, Complot, Arrebato o La General siguieron apostando por este estilo.
La llamada escuela de Marcinelle se refiere a un estilo también común en la historieta franco-belga que es a menudo contrapuesto con el estilo de línea clara (si bien tienen grandes similitudes). 

### Últimos años
En la actualidad, cuenta con representantes como el inglés Garen Ewing, autor de la saga Las aventuras de Julius Chancer, en un terreno más costumbrista, el español Calo, o en el pornográfico el francés Nicky.